# Castle Crags
Castle Crags är en kulle i Antarktis. Den ligger i Östantarktis. Australien gör anspråk på området. Toppen på Castle Crags är 2 486 meter över havet, eller 271 meter över den omgivande terrängen. Bredden vid basen är 5,8 km.
Terrängen runt Castle Crags är kuperad åt nordväst, men åt sydost är den bergig. Trakten är obefolkad. Det finns inga samhällen i närheten.